# Turnera zeasperma
Turnera zeasperma är en passionsblomsväxtart som beskrevs av Charles Dennis Adams och V. Bean. Turnera zeasperma ingår i släktet Turnera och familjen passionsblomsväxter. Inga underarter finns listade i Catalogue of Life.